# 蛭子神
蛭子神（ヒルコノカミ）為《古事記》表記之名，《日本書紀》寫成蛭兒，祂是日本神話裡出現的神祇，別名為水蛭子、蛭子命（ヒルコノミコト）、戎大神等。

## 概要

### 日本書紀之記載
《日本書紀》卷第一的記載和《古事記》近似，第一種說法謂伊奘諾尊、伊奘冉尊結為夫妻，合媾先生蛭兒，便載蘆葦船而流之；次生淡洲，此亦不計入兒數。第十種說法則謂陰神先唱曰：「真是漂亮啊，可愛少男乎。」便握陽神之手，遂爲夫婦，生淡路洲、次蛭兒，而後再生三貴子。
次段之本文提及伊奘諾尊、伊奘冉尊已生大八洲國及山川草木，接著生天下之主者。首先為日神大日孁貴，此子光華明彩、照徹於六合之內。故二神很高興地說：「我們的子息雖多，卻從未有如此靈異之兒。不宜久留此國，應當早送于天，而授以天上之事。」這時天與地距離仍近，故以天柱舉於天上。次生月神（又名月弓尊、月夜見尊、月讀尊），其光彩次於日神，可以配日而治，故亦送之于天。次生蛭兒，雖已三歲，仍然無法站立。故載之於天磐櫲樟船，而順風放棄；最後再生素戔嗚尊。
復次段之第二種說法謂日、月二神既生，次生蛭兒。此兒年滿三歲，脚尚不立。伊弉諾尊和伊弉冉尊巡柱時，後者說：「應該是違反陰陽之理，所以才生下蛭兒。」次生素戔嗚尊，此神性惡，常好哭恚，國民多死，青山枯萎。故其父母勅曰：「假使讓祢治此國，必多所殘傷，所以祢可以去統治極遠之根國（亦即黃泉之國）。」次生鳥磐櫲樟橡船，便以此船載蛭兒順流放棄。次生火神軻遇突智時，伊弉冉尊卻被軻遇突智燒焦而亡。

### 古事記之記載
按《古事記》上卷之記載，伊邪那岐命、伊邪那美命二神相媾生國，所生子名為水蛭子，祂們將此子放入以蘆葦編成的船而流去；次生淡島，亦不計入子之例。

## 解說
根據《記紀》二書記錄的內容，蛭子神為發育不全的畸形兒，雖然被伊弉諾尊和伊弉冉尊放到葦船流放海中，日本民間卻傳說祂漂流到彼岸的常世國，後來成為保佑漁獲豐收、航運昌隆的守護神，故一般日本民間將蛭子神視為福神、海神、商業神等。
位於兵庫縣西宮市的西宮神社，傳說蛭子神乘著葦舟漂流至攝津國西浦海岸，當地的漁夫拾獲後扶養長大，稱作夷三郎（エビスサブロウ），也就是惠比壽。後來被供奉為夷三郎大明神、戎大神，保佑漁民出海平安、漁獲豐富，香火鼎盛。
另外，因為水蛭子是沒有骨骼、發育不良的畸形兒，後世常針對這一點描寫成妖怪，比如漫畫家諸星大二郎《妖怪獵人》、電影《怪談比留子》等。

## 信仰
在日本主祭蛭子神的神社除各地之和田神社外，另計有下述：
- 西宮神社（兵庫縣西宮市）
- 蛭子神社（兵庫縣神戶市兵庫區）
- 須部神社（福井縣三方上中郡若狹町）
- 堀川戎神社（大阪府大阪市北區）

## 內部連結
- 惠比寿 (神祇)
- 西宮神社
- 葡萄胎

## 外部連結
- （日語）蛭子神 （页面存档备份，存于）